# 전중소감
전중소감(殿中少监)는 한국과 중국의 과거 관직이다.
한국에서는 고려 전중성(殿中省)의 종4품 벼슬로 존재했다.

## 참고 자료
- 《唐六典》卷十一〈殿中省〉